# Roger la Honte (film, 1966)
Pour les articles homonymes, voir Roger la Honte.
Pour plus de détails, voir Fiche technique et Distribution.
Roger la Honte (titre italien : Trappola per l'assassino) est un film italo-français réalisé par Riccardo Freda, sorti en 1966.

## Synopsis
L'histoire se déroule sous la troisième république, en 1885. Le directeur d'une usine de povince Roger Laroque a investi un fortune et s'est endetté pour une invention, la première voiture à vapeur. Son partenaire financier exige le remboursement immédiat de son gros emprunt. Mais ce dernier est assassiné par un certain Luversan. L'épouse de l'industriel, Henriette ainsi que sa jeune fille Suzanne, croient reconnaître Laroque, chez le voisin. 
Pour payer ses employés, l'industriel tente de miser au club du baron de Cé, avec succès.
Toutefois, le commissaire Lacroix en charge de l'enquête, le soupçonne. 
Lors du procès où sa tête est en jeu, Laroque ne veut pas compromettre sa maîtresse pour révéler son alibi. Son avocat et sa femme meurent subitement. Sauvant sa tête de justesse, l'industriel est condamné aux travaux forcés. En route pour le bagne, il s'évade et fait croire à une noyade...

## Fiche technique
- Titre : Roger La Honte
- Titre italien : Trappola per l'assassino
- Réalisation : Riccardo Freda
- Scénario, adaptation et dialogues de Jean-Louis Bory d'après le roman de Jules Mary
- Photographie : Jean Tournier
- Musique : Antoine Duhamel
- Son : René Longuet
- Décors : Jacques Mawart
- Assistant réalisateur : Yves Boisset
- Société de production :  C.F.F.P.
- Pays d'origine :  France,  Italie
- Format : Scope eastmancolor
- Genre : Drame
- Durée : 105 minutes
- Dates de sortie : 
  - France : 15 juin 1966
  - Italie : 21 octobre 1966

## Distribution
- Georges Géret : Roger Laroque
- Irène Papas : Julia de Noirville
- Jean Topart : Luversant
- Jean-Pierre Marielle : Lucien de Noirville
- Anne Vernon : Henriette Laroque
- Marie-France Boyer : Suzanne Laroque
- Jean Danet : le juge
- Gabriele Tinti  (VF : Hubert Noel) : Raymond de Noirville
- Sabine Haudepin : Suzanne enfant
- Jean Carmet : Tristot
- Bernard Lajarrige : Bernadit
- Clément Harari : Larouette
- Jacques Monod: le président des assises
- Germaine Delbat : la servante de Larouette
- Marcel Cuvelier: le médecin légiste
- Arlette Gilbert : Jeanne, la femme de chambre
- Paul Muller : Commissaire Lacroix
- Henri Attal : un policier et un forçat
- Dominique Zardi, Lionel Vitrant et Henri Guégan : les forçats
- Pierre Duncan : le domestique de Luversan
- Roger Fradet : le domestique de Farney
- Joëlle Latour : l'amie de Luversan
- Roland Malet : le valet au cercle
- Guy Marly : l'huissier du cercle
- Jean Michaud : le président du tribunal
- William Sabatier : l'avocat général
- Guy Saint-Jean : Jean
- Sabine Sun : Victoria
- Pierre Vaudier : un ecclésiastique
- Claude Bahier
- Fernand Bercher
- Paul Sorèze